# Os Abelhudos
Os Abelhudos est un groupe brésilien de musique pour enfants, originaire de São Paulo et Rio de Janeiro. Il participe au Festival dos Festivais, organisé par Rede Globo en 1985, où il chante O Dono da Terra. Parmi les succès du groupe figurent les chansons As Crianças e os Animais, Vampirinho, Dia de Paraíso et Ao Mestre com Carinho.
Avec Trem da Alegria et A Turma do Balão Mágico, ils dominent la scène dans les années 1980, l'âge d'or de la musique pour enfants dans le pays. Le groupe remporte des disques d'or et participe constamment à divers programmes télévisés célèbres à l'époque, tels que Cassino do Chacrinha et Xou da Xuxa.

## Histoire
Le groupe se produit au Festival dos Festivais, organisé par Rede Globo en 1985, où il chante O Dono da Terra, la chanson qui deviendra le plus grand succès du groupe. Le succès de la chanson est tel que tout le monde pense qu'Os Abelhudos va remporter le festival, mais ils perdent face à Escrito nas Estrelas de Tetê Espíndola, ce qui suscite la polémique.
Rodrigo et Diego sont les fils de Renato Corrêa, membre des Golden Boys et producteur du groupe. Tatiana, fille du producteur Jorginho Ferreira (TV Globo), est la sœur de l'enfant chanteur des années 1980 Gabriela Ferreira, ou simplement Gabriela, dont le parrain était le chanteur Roberto Carlos. Elle connait un grand succès auprès des enfants et des jeunes entre 1986 et 1989.
Le groupe sort son premier album studio, Os Abelhudos, le seul publié par le label Som Livre et le seul auquel participe Tatiana. La chanson O Dono da Terra est l'une des plus jouées sur les stations de radio de Rio de Janeiro,. Leur mini LP Os Abelhudos se vend à 75 000 exemplaires au Brésil.
Leur album Patrulha do Coração, sorti en 1987, se classe 4e des 10 albums les mieux vendus au Jornal do Brasil, et plus de 105 000 exemplaires sont vendus au Brésil. Les chansons Um Vampirinho, As Crianças e os Animais et Pluft (O Fantasminha) connaissent un grand succès auprès des enfants. Selon Nelson Oliveira Pesquisa e Estudo de Mercado (Nopem), il s'agit du 45e album le plus vendu en 1987.

## Discographie
- 1985 : Os Abelhudos (réédité en 1986)
- 1987 : Patrulha do Coração
- 1988 : Dia de Paraíso
- 1989 : Os Caçadores de Aventura
- 1990 : Os Maiores Sucessos